# بيت العذري الأعلى (أرحب)

تعديل مصدري - تعديل

بيت العذري الأعلى هي إحدى قرى عزلة شعب بمديرية أرحب التابعة لمحافظة صنعاء، بلغ تعداد سكانها 452 نسمة حسب تعداد اليمن لعام 2004.